# 65 (число)
65 (шістдеся́т п'ять) — натуральне число між  64 та  66.

## У математиці
- Складене число, яке складається з множників 5 та 13.
- 65 = 1⁵ + 2⁴ + 3³ + 4² + 5¹

## У науці
- Атомний номер  тербію

## В інших галузях
- 65 рік, 65 рік до н. е., 1965 рік
- ASCII-код символу «A»
- 65 — Код суб'єкта Російської Федерації і Код ГИБДД-ДАІ Сахалінської області.
- 65 років — пенсійний вік у низці країн, зокрема в Бельгії, Боснії і Герцеговині, Іспанії, Нідерландах, Німеччині, Португалії тощо.